# Élections législatives de 1936 dans la Vienne
Les élections législatives françaises de 1936 ont lieu les 26 avril et 3 mai.

## Élus
| Député élu        |  | Parti          |
| ----------------- |  | -------------- |
| Aimé Tranchand    |  | Rad. indé.     |
| Pierre Colomb     |  | Rad. indé.     |
| Marcel Coquillaud |  | URD            |
| Luc Levesque      |  | Rad. indé.     |
| Jacques Masteau   |  | Rép. de gauche |

## Résultats à l'échelle du département
| Partis         | Partis                                           | Premier tour | Premier tour | Deuxième tour | Deuxième tour | Sièges |
| Partis         | Partis                                           | Voix         | %            | Voix          | %             | Sièges |
| -------------- | ------------------------------------------------ | ------------ | ------------ | ------------- | ------------- | ------ |
|                | Radicaux indépendants                            | 31 023       | 37,93        | 17 693        | 50,48         | 3      |
|                | Républicains de gauche                           | 12 846       | 15,71        |               |               | 1      |
|                | Parti républicain, radical et radical-socialiste | 12 338       | 15,09        | 0             |               |        |
|                | Section française de l'Internationale ouvrière   | 12 016       | 14,69        | 8 726         | 24,90         | 0      |
|                | Parti communiste-SFIC                            | 6 563        | 8,02         |               |               | 0      |
|                | Fédération républicaine                          | 4 680        | 5,72         | 8 542         | 24,37         | 1      |
|                | Union socialiste républicaine                    | 2 235        | 2,73         | 15            | 0,04          | 0      |
|                | Divers                                           | 86           | 0,11         | 74            | 0,21          | 0      |
|                |                                                  |              |              |               |               |        |
| Inscrits       | Inscrits                                         | 98 663       | 100,00       | 41 705        | 100,00        | 5      |
| Votants        | Votants                                          | 83 851       | 84,99        | 35 527        | 85,19         |        |
| Abstentions    | Abstentions                                      | 14 812       | 15,01        | 6 178         | 14,81         |        |
| Blancs et nuls | Blancs et nuls                                   | 2 064        | 2,46         | 477           | 1,34          |        |
| Exprimés       | Exprimés                                         | 81 787       | 97,54        | 35 050        | 98,66         |        |

## Résultats par arrondissement

### Arrondissement de Châtellerault
| Candidats      | Candidats      | Étiquette      | Premier tour | Premier tour |
| Candidats      | Candidats      | Étiquette      | Voix         | %            |
| -------------- | -------------- | -------------- | ------------ | ------------ |
|                | Aimé Tranchand | Rad. indé.     | 8 781        | 54,60        |
|                | Ripault        | PRRRS          | 3 793        | 23,59        |
|                | Giraudeau      | PC-SFIC        | 1 819        | 11,31        |
|                | Bonnet         | SFIO           | 1 689        | 10,50        |
|                |                |                |              |              |
| Inscrits       | Inscrits       | Inscrits       | 18 836       | 100,00       |
| Votants        | Votants        | Votants        | 16 362       | 86,87        |
| Abstention     | Abstention     | Abstention     | 2 474        | 13,13        |
| Blancs et nuls | Blancs et nuls | Blancs et nuls | 280          | 1,71         |
| Exprimés       | Exprimés       | Exprimés       | 16 082       | 98,29        |

### Arrondissement de Civray
| Candidats      | Candidats      | Étiquette      | Premier tour | Premier tour |
| Candidats      | Candidats      | Étiquette      | Voix         | %            |
| -------------- | -------------- | -------------- | ------------ | ------------ |
|                | Pierre Colomb  | Rad. indé.     | 7 964        | 58,31        |
|                | Roucher        | USR            | 1 445        | 10,58        |
|                | Arnaud         | SFIO           | 1 381        | 10,11        |
|                | Dubois         | Rad. indé.     | 1 359        | 9,95         |
|                | Cellier        | PRRRS          | 973          | 7,12         |
|                | Gaillard       | PC-SFIC        | 537          | 3,93         |
|                |                |                |              |              |
| Inscrits       | Inscrits       | Inscrits       | 16 458       | 100,00       |
| Votants        | Votants        | Votants        | 14 077       | 85,53        |
| Abstention     | Abstention     | Abstention     | 2 381        | 14,47        |
| Blancs et nuls | Blancs et nuls | Blancs et nuls | 418          | 2,97         |
| Exprimés       | Exprimés       | Exprimés       | 13 659       | 97,03        |

### Arrondissement de Loudun
| Candidats      | Candidats         | Étiquette      | Premier tour | Premier tour | Deuxième tour | Deuxième tour |
| Candidats      | Candidats         | Étiquette      | Voix         | %            | Voix          | %             |
| -------------- | ----------------- | -------------- | ------------ | ------------ | ------------- | ------------- |
|                | Marcel Coquillaud | URD            | 4 680        | 28,80        | 8 542         | 50,20         |
|                | Rimbert           | Rad. indé.     | 3 942        | 24,26        | 8 400         | 49,37         |
|                | Durand            | SFIO           | 3 615        | 22,25        |               |               |
|                | Massard           | Rép. de gauche | 2 957        | 18,20        |               |               |
|                | Bouloux           | PC-SFIC        | 790          | 4,86         |               |               |
|                | Devaux            | USR            | 229          | 1,41         |               |               |
|                |                   | Divers         | 36           | 0,22         | 74            | 0,43          |
|                |                   |                |              |              |               |               |
| Inscrits       | Inscrits          | Inscrits       | 20 206       | 100,00       | 20 208        | 100,00        |
| Votants        | Votants           | Votants        | 16 704       | 82,67        | 17 248        | 85,35         |
| Abstention     | Abstention        | Abstention     | 3 502        | 17,33        | 2 960         | 14,65         |
| Blancs et nuls | Blancs et nuls    | Blancs et nuls | 455          | 2,72         | 232           | 1,35          |
| Exprimés       | Exprimés          | Exprimés       | 16 249       | 97,28        | 17 016        | 84,65         |

### Arrondissement de Montmorillon
| Candidats      | Candidats      | Étiquette      | Premier tour | Premier tour | Deuxième tour | Deuxième tour |
| Candidats      | Candidats      | Étiquette      | Voix         | %            | Voix          | %             |
| -------------- | -------------- | -------------- | ------------ | ------------ | ------------- | ------------- |
|                | Luc Levesque   | Rad. indé.     | 8 541        | 49,05        | 9 286         | 51,49         |
|                | Fleurant       | SFIO           | 4 450        | 25,55        | 8 726         | 48,39         |
|                | Viaux          | PRRRS          | 1 774        | 10,19        |               |               |
|                | Maillocheau    | PC-SFIC        | 1 652        | 9,49         |               |               |
|                | Brugier        | USR            | 561          | 3,22         | 15            | 0,08          |
|                | Desmazeaux     | Rad. indé.     | 436          | 2,50         | 7             | 0,04          |
|                |                |                |              |              |               |               |
| Inscrits       | Inscrits       | Inscrits       | 21 498       | 100,00       | 21 497        | 100,00        |
| Votants        | Votants        | Votants        | 17 978       | 83,63        | 18 279        | 85,03         |
| Abstention     | Abstention     | Abstention     | 3 520        | 16,37        | 3 218         | 14,97         |
| Blancs et nuls | Blancs et nuls | Blancs et nuls | 564          | 3,14         | 245           | 1,34          |
| Exprimés       | Exprimés       | Exprimés       | 17 414       | 96,86        | 18 034        | 98,66         |

### Arrondissement de Poitiers
| Candidats      | Candidats       | Étiquette      | Premier tour | Premier tour |
| Candidats      | Candidats       | Étiquette      | Voix         | %            |
| -------------- | --------------- | -------------- | ------------ | ------------ |
|                | Jacques Masteau | Rép. de gauche | 9 889        | 53,79        |
|                | Hulin           | PRRRS          | 5 798        | 31,54        |
|                | Angeletti       | PC-SFIC        | 1 765        | 9,60         |
|                | Sorin           | SFIO           | 881          | 4,79         |
|                |                 | Divers         | 50           | 0,27         |
|                |                 |                |              |              |
| Inscrits       | Inscrits        | Inscrits       | 21 665       | 100,00       |
| Votants        | Votants         | Votants        | 18 730       | 86,45        |
| Abstention     | Abstention      | Abstention     | 2 935        | 13,55        |
| Blancs et nuls | Blancs et nuls  | Blancs et nuls | 347          | 1,85         |
| Exprimés       | Exprimés        | Exprimés       | 18 383       | 98,15        |